# Dois Corações Sozinhos
Dois Corações Sozinhos é o nono álbum de estúdio a solo do cantor português Tony Carreira.
 Foi lançado em 1999 pela editora Espacial, alcançando a marca de Disco de Ouro.

Contém 13 faixas, das quais se destaca "Depois De Ti (Mais Nada)", tema que faz parte da compilação "20 Anos de Canções", lançada em 2008

## Faixas
1. "Dois Corações Sozinhos" - 04:08
2. "Amor A Três" - 04:24
3. "Quando Eras Minha" - 04:40
4. "Trata Bem Dela" - 03:41
5. "Depois De Ti (Mais Nada)" - 03:41
6. "Qualquer Dia Posso-Me Cansar" - 04:18
7. "Eterno Vagabundo" - 03:22
8. "Não Há Mais Ninguém" - 03:31
9. "Pode Ser Tarde Demais" - 04:24
10. "Sou Um Estranho" - 03:45
11. "Aprés-Toi (C'Est Fini)" - 03:41
12. "Fica Descansada" - 03:55
13. "O Melhor Que Deus Me Deu" - 03:47